# Ugo Ehiogu
Ugochukwu „Ugo” Ehiogu (ur. 3 listopada 1972 w Homerton w Londynie, zm. 21 kwietnia 2017) – angielski piłkarz.
Czarnoskóry obrońca reprezentował Anglię na arenie międzynarodowej. Ehiogu rozpoczął rozmowy z Rangersami po propozycji transferu skierowanej do jego poprzedniego klubu, Middlesbrough FC i 22 stycznia 2007 podpisał roczny kontrakt z The Gers po wypełnieniu testów medycznych. 25 stycznia formalności transferowe zostały załatwione i Ehiogu oficjalnie dołączył do Rangers.

## Middlesbrough (2000-2007)
Przyszedł do Middlesbrough z Aston Villi w listopadzie 2000 za 8 milionów funtów, co było rekordem dla granatowo-bordowego zespołu Villi. Jego kariera w Boro rozpoczęła się bardzo źle, albowiem w czwartej minucie swojego debiutu uległ kontuzji, która wykreśliła go ze składu na długie miesiące. Pod dowództwem menedżera Briana Little dwa razy wywalczył z Aston Villą Puchar Ligi Angielskiej i w 1996 został pierwszy raz powołany do reprezentacji Anglii na mecz przeciwko Włochom.
Kiedy przebywał w drużynie Middlesbrough, szybko stał się pewniakiem w środku defensywy, a później partnerował kolejnemu angielskiemu internacjonałowi, Garethowi Southgate. Sezon 2003/04 „zaczął” bolesną kontuzją kolana, ale powrócił na mecz Carling Cup z Bolton Wanderers i pomógł kolegom w awansie. Stara kontuzja odnowiła mu się w sezonie następnym i Ugo musiał znowu opuścić kilkanaście ważnych meczów. Ehiogu zagrał 4 razy w reprezentacji Anglii, strzelając jednego gola.

## Wypożyczenie do Leeds i transfer do Glasgow (2007)
Chętnie zgodził się na wypożyczenie do West Bromwich Albion w styczniu 2006 – WBA było klubem, w którym jako szesnastolatek zaczynał swoją karierę, jednakże transfer został anulowany, gdy kilku ważnych futbolistów M'Borough uległo kontuzjom. 23 listopada 2006 został wypożyczony na 2 miesiące do Leeds, gdzie był zawodnikiem podstawowej jedenastki, partnerując Mattowi Heathowi na środku obrony. Zdobył dwa gole, z czego jeden był trafieniem samobójczym. Kiedy wypożyczenie się skończyło, Ehiogu odszedł do Szkocji, gdzie w derbach z Celtikiem dał zwycięstwo Niebieskim po wspaniałym strzale przewrotką.
W styczniu 2008 na zasadzie wolnego transferu Ehiogu trafił do Sheffield United, grającego w Football League Championship.
Zmarł 21 kwietnia 2017